# Clement Harris

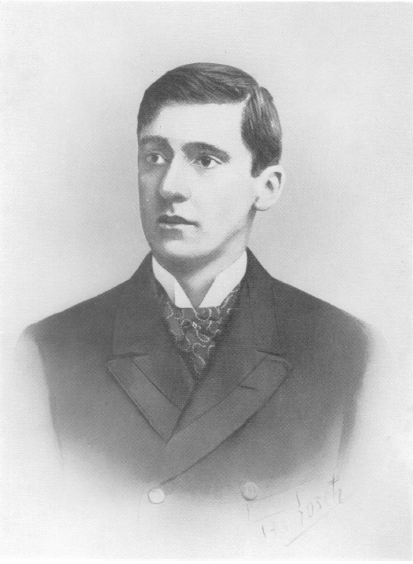
Clement Harris

Clement Hugh Gilbert Harris (* 8. Juli 1871 in Wimbledon, London; † 23. April 1897 in Pente Pigadia, heute zu Filippiada, Griechenland) war ein englischer Pianist und Komponist.

## Leben

### Herkunft und Jugend

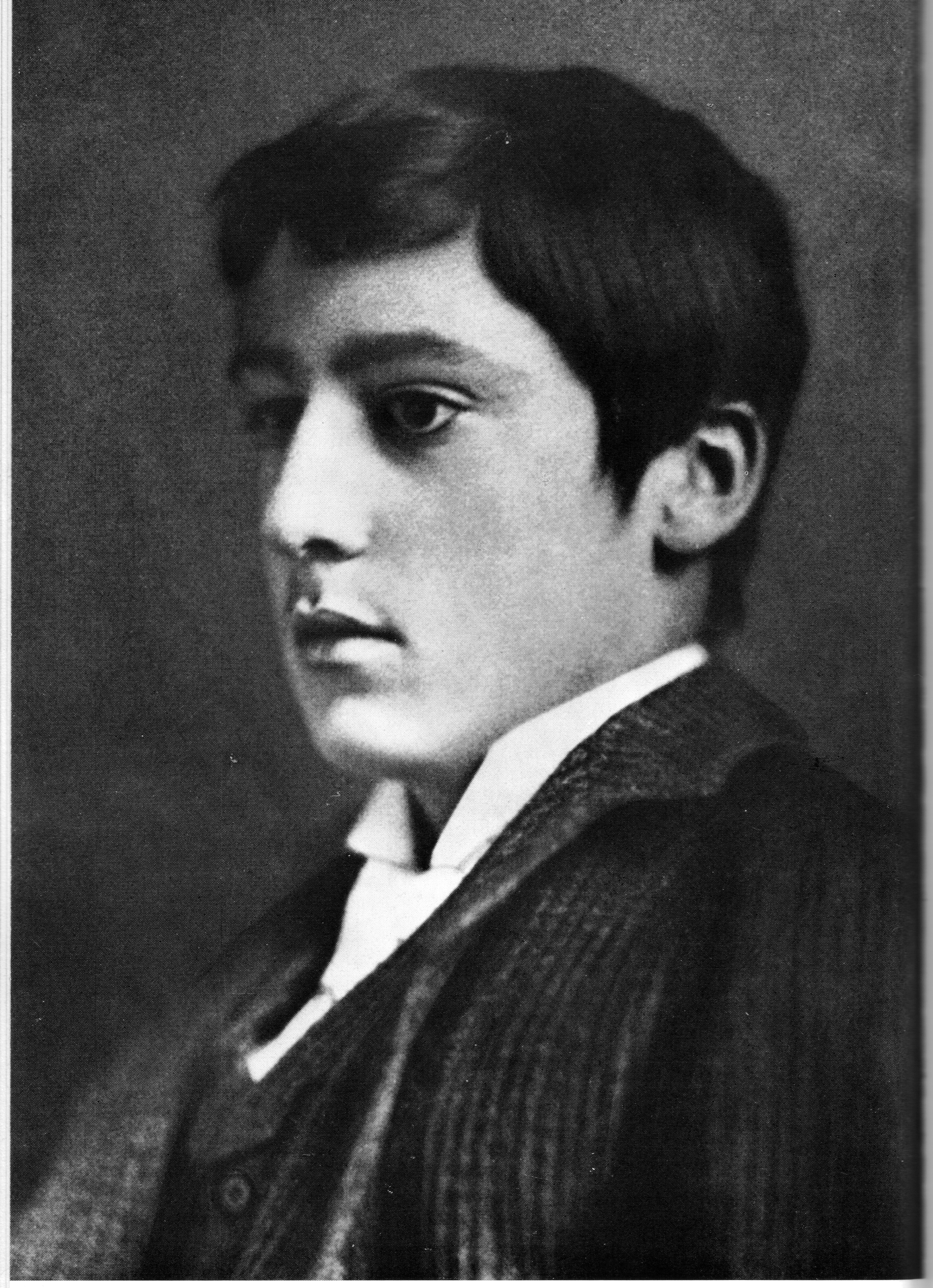
Clement Harris im Alter von ca. 15–16 Jahren

Clement Harris entstammte einer wohlhabenden englischen Kaufmannsfamilie. Der Vater Frederick William Harris war Teilhaber der Reederei Harris & Dixon. Seine drei Brüder waren der Kaufmann und Parlamentsabgeordnete Frederick Leverton Harris (1864–1926), der Marokko-Korrespondent Walter Burton Harris (1866–1933), und Sir Austin Edward Harris (1870–1958), Aufsichtsrat der Lloyds Bank. Er hatte ferner zwei Schwestern, von denen die ältere, Isabel Graham (1869–1960), Clements Nachlass sammelte und aufbewahrte.
Clement Harris besuchte ab seinem dreizehnten Lebensjahr die renommierte Harrow School, vor der er wegen des Leistungsdrucks, aber auch wegen des vielen Sports einen Horror empfand. Er hatte eine mediale Ader, zeigte Interesse an Spiritismus und verstand es, Menschen in Hypnose zu versetzen. In London machte er die Bekanntschaft von Oscar Wilde, in dessen Haushalt er wiederholt verkehrte. Harris hatte schon in jungen Jahren Musikunterricht und erlernte zunächst ohne große Freude das Geigespiel, wechselte aber mit fünfzehn Jahren an das Klavier als Hauptinstrument, das er fortan sehr intensiv übte. 1887 war er so weit fortgeschritten, dass er die Schule ohne Abschluss verließ, um in Deutschland ein Klavierstudium aufzunehmen.

### Klavierstudium in Frankfurt
In Frankfurt am Main nahm Harris zunächst Unterricht bei Clara Schumanns Töchtern Marie und Eugenie als Vorbereitung zur Aufnahme an Dr. Hoch’s Konservatorium. 1889 bestand er die Aufnahmeprüfung und wurde als vermutlich letzter Klavierschüler von Clara Schumann unterrichtet. Er notierte euphorisch in seinem Tagebuch:

„Clement ist angenommen […] Es ist erreicht, bin endlich am Ziel. Hurrah! lang lebe täglich sieben Stunden Üben!!!“

Ab 1889 war Harris Gesellschafter und Vorleser des Landgrafen Alexander Friedrich von Hessen (1863–1945), den er regelmäßig in Schloss Philippsruhe in Hanau aufsuchte. Er assistierte dem stark sehbehinderten Landgrafen, der kein Regent war, sondern als Privatmann und Kunstmäzen sich auch dem Komponieren widmete, auch beim Notieren seiner Kompositionen, lehnte deren Stil allerdings als zu „Brahmsisch“ ab. Große Zuneigung empfand er allerdings zum Adjutanten des Landgrafen, Baron Theodor von Flotow, den er in seinen Tagebucheintragungen anschwärmte: „dreaming von meinem Flotow“ (10. Juli 1889), „Er ist für mich ein Enigma, und mich beschäftigt sein herrlicher Charakter“ (2. Februar 1891).

### Freundschaft mit Siegfried Wagner und Auslandsreisen

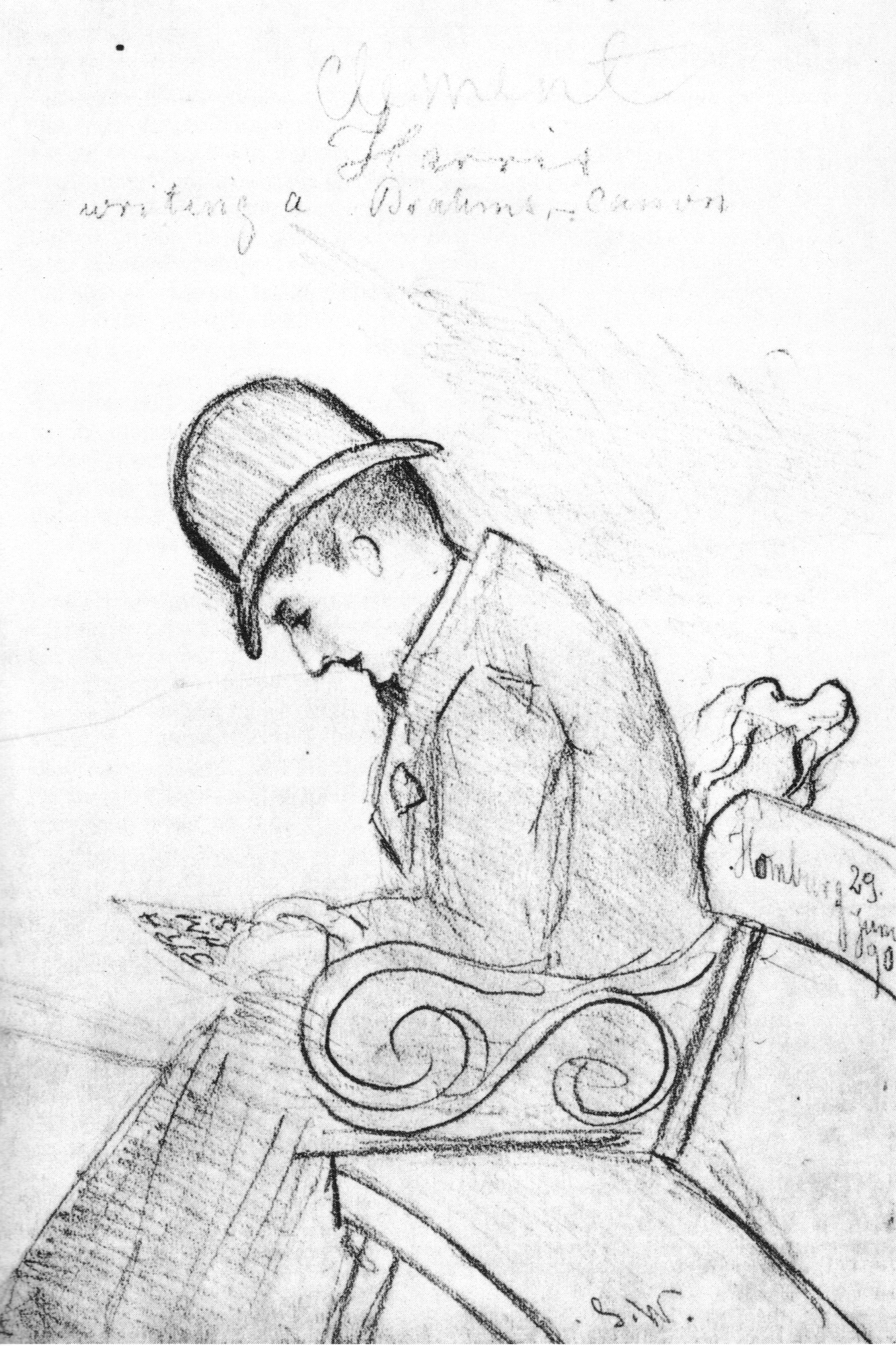
„Clement Harris writing a Brahms canon“, Zeichnung von Siegfried Wagner (1890)

Harris fand Eingang in den musikalischen Salon des Mäzen und Konzertveranstalters Edward Speyer, dem Sohn des Komponisten Wilhelm Speyer. Im Hause Speyer verkehrte auch Johannes Brahms: „Er spielte seine Sonate in d-Moll und begleitete Frau Speyer bei einigen seiner Lieder. Ich ging später mit ihm fort. Er ist sehr unterhaltsam, aber schrecklich von sich eingenommen, und er gefällt mir eigentlich nicht.“ Auch den Maler Hans Thoma lernte er dort kennen.
Besonders enge Verbindungen ergaben sich dort für ihn zu Cosima Wagners Tochter Daniela Thode, mit der er bis zu seinem Lebensende in Freundschaft verbunden blieb, sowie deren Halbbruder Siegfried Wagner. In der biographischen Literatur wird allgemein davon ausgegangen, dass Harris und Siegfried Wagner eine intime Beziehung hatten, allerdings ist dies nicht im Detail festzumachen, da die publizierten Quellen diesen Bereich schamvoll aussparen, und der Briefwechsel der beiden entweder vernichtet wurde oder unter Verschluss ist.
Auf Einladung Wagners besuchte Harris 1891 zum ersten Mal die Bayreuther Festspiele, wo er alsbald die englische Korrespondenz der Festspielleitung führte und ausländische Festspielgäste betreute.
1892 lud Clement Harris Siegfried Wagner zu einer sechsmonatigen Reise nach Indien und China ein, die hauptsächlich auf Handelsschiffen der Reederei von Harris’ Vater durchgeführt wurde. Auf See beschäftigen sich beide mit klassischer europäischer Bildungslektüre. Harris las unter anderem John Miltons Paradise Lost und begann mit Skizzen für eine sinfonische Dichtung über dieses Werk, während gleichzeitig Siegfried Wagner ein Orchesterwerk über das Gedicht Sehnsucht von Friedrich Schiller begann. In seinen Erinnerungen schrieb Wagner später: „Auf der bald nach dem Karlsruher Aufenthalt erfolgten sechsmonatlichen Reise nach Indien und China fasste ich den Entschluss, der Architektur Valet zu sagen und mich ganz der Musik zu widmen.“ Claus Victor Bock kommentierte: „Man darf sagen, dass die noch heute lebendige Tradition der Familie Wagner, die Bayreuther Festspiele, dem Vorbild Cosimas folgend, selbst zu leiten, auf Clement Harris zurückgeht.“ Im Juni 1892 brach Wagner die Reise ab, um mit einem schnelleren Schiff nach Europa zu den Festspielproben zurückzukehren.
Auf der Rückreise legte Harris einen Zwischenstopp in Tanger bei seinem Bruder Walter ein und kehrte dann nach England zurück. Ab November 1892 begab er sich als Begleitung des Landgrafen von Hessen bis zum Frühjahr 1893 auf seine zweite große Auslandsreise, diesmal nach Ägypten, Palästina, Griechenland und Italien.

### Die produktiven Jahre 1893–1896
Im Lauf des Jahres 1893 fasste Harris den Entschluss, seine musikalische Karriere auf weitere Standbeine zu stellen und sich vermehrt dem Komponieren und Dirigieren zu widmen:

„Mit ihnen will ich Werke schaffen, die das Niveau der englischen Musik über den heutigen Stand erheben sollen. Dies ist mein Ziel, mein Wunsch. Ob ich über die Begabung verfüge und fähig bin, sie zu realisieren, wird die Zukunft lehren.“

Auf Empfehlung seiner Freundin Daniela Thode wandte er sich an den Heidelberger Musikprofessor Philipp Wolfrum, um sich von ihm privat ausbilden zu lassen. Im November 1893 siedelte Harris nach Heidelberg um, wo er bis Herbst 1896 mit Unterbrechungen überwiegend lebte und arbeitete. In diesen Jahren entstand der wesentliche Teil seines kompositorischen Schaffens. Ab Herbst 1894 schrieb er sich auch als regulärer Student an der Universität Heidelberg ein, um bei Henry Thode kunstgeschichtliche Vorlesungen zu hören.
Am 10. September 1895 wurde Harris’ mittlerweile fertiggestellte Sinfonische Dichtung Paradise Lost auf besonderen Wunsch des damaligen Prince of Wales in Bad Homburg vor der Höhe uraufgeführt. Harris berichtet ironisch über die Reaktionen des adeligen Publikums:

„Es war, wie zu erwarten, ein großer Erfolg. Leute, die von Musik so viel verstehen wie von Hieroglyphen, erklärten, es sei ausgezeichnet, und der König der Belgier erteilte mir die denkbar feinsten Komplimente. Auch Großfürst Michael bewies künstlerischen Instinkt, indem er meine Musik als Wagnerisch ansprach und hinzufügte, sie habe präzis 23 Minuten gedauert. Soweit die Fürstlichkeiten!“

Aufgrund dieser Aufmerksamkeit erhielt Harris den Auftrag, eine Festmusik für die Hochzeit der englischen Prinzessin Maud mit dem Prinzen Carl von Dänemark zu schreiben. In dem für diesen Anlass entstandenen Festival March verarbeitet Harris ein eigenes Marschthema kontrapunktisch mit dem Lied Rule Britannia und der dänischen Königshymne Kong Christian stod ved højen mast. Die Uraufführung der Orchesterfassung fand am 2. Juni 1896 unter der Leitung des Komponisten im Heidelberger Museum statt. In London wurde der Marsch wenig später bei einem Hofkonzert anlässlich der Hochzeit gespielt. Bei der Trauung selbst, die am 22. Juli 1896 in der Kapelle des Buckingham Palace stattfand, erklang das Werk in einer (heute verlorengegangenen) Orgelfassung. Dass Harris zeitweise als der zweitbekannteste englische Komponist nach Edward Elgar galt, ist einer Vermutung des Musikwissenschaftlers Peter P. Pachl zufolge möglicherweise der gesellschaftlichen Beachtung dieses Ereignisses geschuldet.
In Heidelberg lernte Clement Harris den sechs Jahre älteren englischen Berufsoffizier Lionel Dunsterville kennen, dem er seine Klavieretüde Il Penseroso widmete. Von ihm lernte Clement Harris militärisches Denken kennen. Die beiden blieben bis zu Harris’ Tod in freundschaftlichem Briefkontakt verbunden.

### Tod in Griechenland
Ende 1896 entschloss sich Harris zu einer Reise nach Griechenland:

„Ich werde etwa in der zweiten Novemberwoche von England aufbrechen und mich direkt nach Athen begeben, wo ich aller Voraussicht nach bleibe, bis ich das Griechische soweit beherrsche, um mich mit Menschen unterhalten zu können. Anschließend fahre ich nach Korfu und bin dort den ganzen Frühling und Sommer. Falls ich jedoch auf Korfu ein anständiges Klavier und einen Griechischlehrer finde, lasse ich Athen ganz fallen.“

In London schaffte er sich noch genügend Wäsche an „für eine Reise, die ein bis zwei Jahre, wenn nicht länger dauern mag“. Am 30. November 1896 traf er auf Korfu ein. Danach klafft in den Tagebüchern eine Lücke von fast drei Monaten. Unterdessen hatte sich die politische Lage um die Unabhängigkeit der Insel Kreta zugespitzt und zum Ausbruch des Türkisch-Griechischen Kriegs geführt. Harris nahm emotional stark Anteil an der Situation:

„Um das Wichtigste vorweg zu nehmen: Die kretische Frage bringt uns an den Rand eines Krieges mit der Türkei. […] Was mich betrifft, so brenne ich vor Vorlangen, den nördlichen Epirus mit dem griechischen Staat vereint zu sehen […]. Ich habe meinen Namen auf die Freiwilligenliste gesetzt (für den Fall, dass der Krieg ausbricht, was jeden Tag geschehen kann) und bin, bis auf die Ausrüstung, praktisch bereit, unverzüglich aufzubrechen. […] Ich würde alles drum geben, Griechenland von der Tyrannei befreit zu sehen, denn obschon ich den oberen Kreisen nicht sehr weit vertraue, so findet sich doch in den niederen Schichten eine feine Rasse, von der das übrige Europa eines Tages vielleicht noch mehr sehen und hören wird, als ihm lieb ist.“

Auf Korfu hatte Harris auf der Suche nach einem Griechischlehrer den Hochschullehrer Andreas Kefallinos kennengelernt. Über diesen hatte er die Bekanntschaft der Dichter und Freiheitskämpfer Costas Pasagiannis und Lorenzo Mavilis gemacht. Als Mavilis begann, eine Truppe von Freiwilligen zusammenzustellen, mit denen er am Krieg teilnehmen wollte, entschied sich auch Harris, sich als Freiwilliger zu melden. Dabei erscheint er in seinen Aufzeichnungen keineswegs blauäugig kriegsbegeistert, sondern sieht die kommenden Schrecken mit nüchterner Klarheit:

„Ich musste gestern Abend an die armen Teufel auf dem Festland denken, die ohne Zeug und Zelt ins Grenzgebiet marschierten, wo es bitter kalt sein muss. […] Es ist schrecklich, den ganzen Tag diese ahnungslosen aber begeisterten Kerle hier ‚sito polemos‘ ‚Auf in den Krieg!‘ rufen zu hören, ohne Verständnis für das, was ‚polemos‘ heutigentags bedeutet und welches Elend er nach sich zieht.“

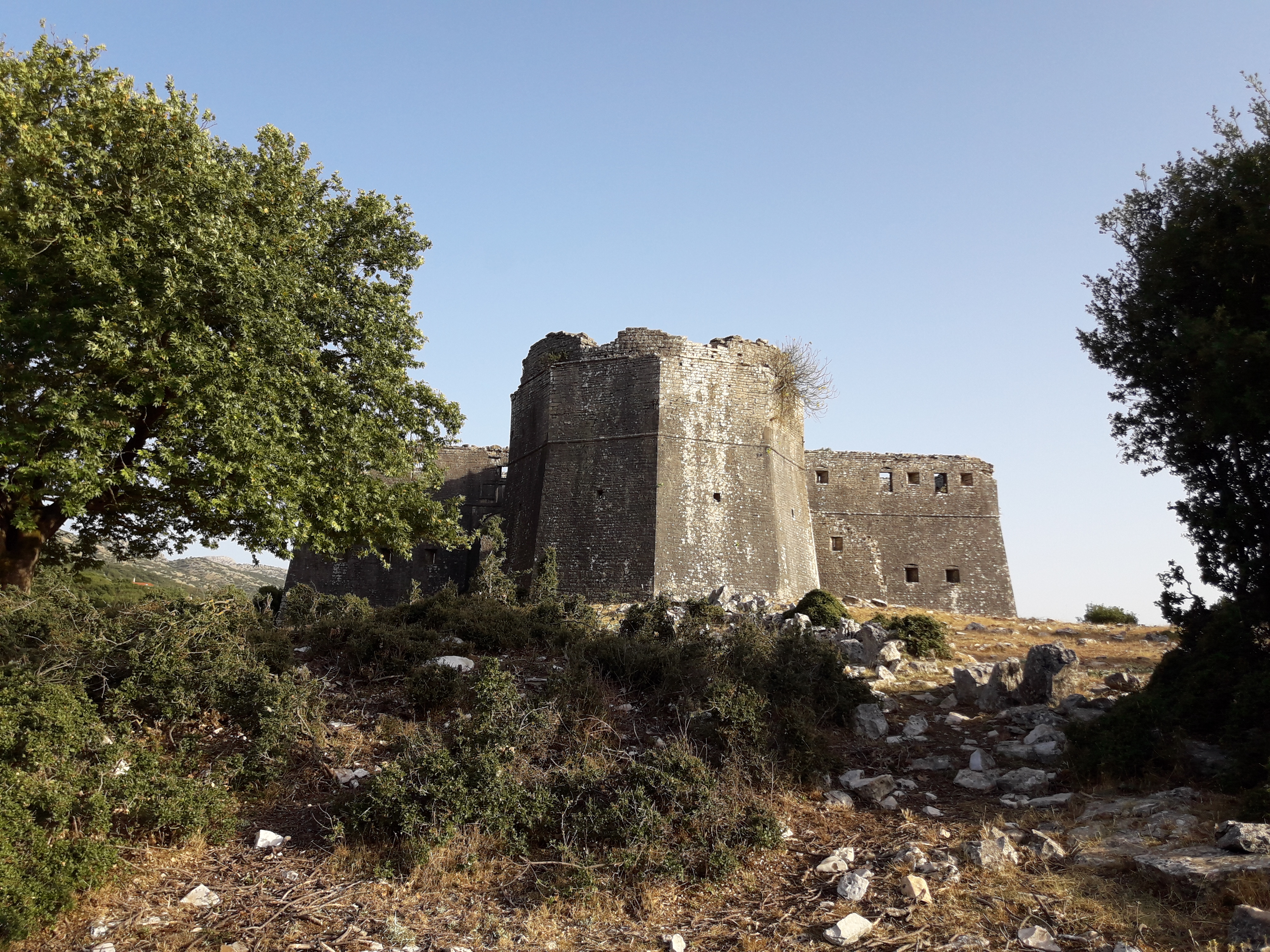
Bergfestung Pente Pigadia

Obwohl Mavilis versuchte, ihm die Teilnahme auszureden, blieb Harris fest in seinem Entschluss. Am 22. März setzte er zum ersten Mal mit einem Dampfschiff, das neben 70 Freiwilligen unter der Leitung des Staatsanwalts Kyrgousios auch Munition zum Festland brachte, nach Epirus auf dem griechischen Festland über. Er kehrte noch einmal kurz nach Korfu zurück, um dann am 5. April erneut, und diesmal endgültig, nach Epirus zu reisen. Der Freiwilligentrupp, dem sich Harris anschloss, wurde von Lorenzo Mavilis und Nicos Paramythiotis angeführt. Der Trupp blieb zunächst zehn Tage in Arta stationiert, danach brach er in Richtung des Grenzflusses Arachthos auf. In der irrigen Annahme, der Weg zur Provinzhauptstadt Ioannina sei frei, traf das Kommando, das sich in mehrere Kleingruppen zerstreut hatte, kurz unterhalb der Bergfestung Pente Pigadia („Fünf Brunnen“) auf einen bewaffneten türkischen Trupp, der sie in ein Feuergefecht verwickelte. Harris wurde zunächst verwundet, kämpfte aber aus seiner Deckung weiter. Da sich die meisten seiner überlebenden Kameraden zurückzogen, bestehen nur ungenaue und widersprüchliche Angaben darüber, ob Harris im Gefecht getötet wurde oder zunächst in türkische Gefangenschaft geriet und dort zu Tode kam.
Auch in der englischen Presse wurde zunächst von Harris’ Tod berichtet, später aber Dementis veröffentlicht, wonach er verwundet in Gefangenschaft geraten sei. Harris’ Brüder Leverton und Walter reisten unverzüglich nach Griechenland, um Nachforschungen anzustellen und Clements Verbleib zu klären. Am 22. Mai erschien schließlich die Mitteilung in der Times: „Die Verwandten von Mr. Clement Harris, dem jungen Engländer, der im Kampf mit den griechischen Truppen in Epirus verwundet wurde, haben über seinen Tod am 23. April bei Pente Pigadia authentische Nachricht erhalten.“
Harris’ Leichnam wurde nie gefunden. In der anglikanischen St-Paul’s-Kirche in Athen ließ Kaiserin-Witwe Victoria 1900 eine Gedenktafel anbringen mit der Inschrift:

„Dem Gedächtnis von Clement Hugh Gilbert Harris, geboren am 8. Juli 1871. Er starb kämpfend für Griechenland in der Schlacht von Pente Pigadia am 23. April 1897.“

Eine weitere Gedenktafel mit der gleichen Inschrift befindet sich in der Kapelle der Harrow School.

## Nachleben und Rezeption
Vier Gedichte wurden von Zeitgenossen zum Andenken an Harris verfasst. Von Pakenham Thomas Beatty (1855–1930) stammt das Gedicht Euthanatos. In Memoriam Clement Harris, von einem anonymen Autor das Gedicht An einen, der sein Glück in der Ferne suchte, und Harris’ Kampfgefährte Lorenzo Mavilis schrieb das im Juni/Juli 1897 Sonett Χάρρις („Harris“), das erstmals 1911 veröffentlicht wurde.
Im deutschen Sprachraum am bekanntesten ist das Gedicht Pente Pigadia von Stefan George, der Harris über Clemens von Franckenstein kennengelernt hatte. Es erschien 1904 in der 7. Folge der Blätter für die Kunst, und wurde 1907 in die Sammlung Der siebente Ring übernommen. Da die Widmung des Gedichts eingedeutscht „An Clemens“ lautet, und auch ein falscher Todestag „gefallen 29. April 1897“ angegeben ist (erst in Ausgaben ab den 1950er Jahren wurde das Datum stillschweigend berichtigt), konnte das Gedicht lange Zeit nicht der Biografie von Clement Harris zugeordnet werden.
Es fanden auch einige Gedenkkonzerte statt. Am 11. November 1901 führte Philipp Wolfrum Paradise Lost in Heidelberg auf, am 6. Dezember 1905 fand in Birmingham die englische Erstaufführung statt. Anlässlich des 40. Todestags fand 1937 im Athener Odeon in Gegenwart von König Georg II. ein Gedenkkonzert unter der Leitung von Dimitri Mitropoulos statt, bei dem Harris’ Paradise Lost aufgeführt wurde. Am 16. April 1938 wurde Paradise Lost erstmals von der BBC in einem Rundfunk-Konzert ausgestrahlt.
In einer 1907 erschienenen Sammlung revolutionärer griechischer Lieder erschien eine biographische Skizze.
Der Musikkritiker Friedrich Baser verfasste in den 1930er Jahren zwei ausführliche Artikel über Harris. Obwohl diese Artikel viele sachliche Fehler enthalten und Harris gefährlich in die Nähe der nationalsozialistischen Musikauffassung rücken, haben sie die Rezeption Harris’ im deutschsprachigen Raum lange Zeit dominiert. Anfang der 1950er Jahre war Baser der erste, der in einem Rundfunkvortrag auf den Zusammenhang von Stefan Georges Gedicht mit Harris hinwies.
Der Literaturwissenschaftler Claus Victor Bock begann sich aufgrund Stefan Georges Gedicht mit Clement Harris zu beschäftigen. Es gelang ihm, Kontakt zur Familie Harris aufzunehmen, und Clements Tagebücher und Nachlass zu erforschen, aufgrund deren er 1962 seine Studie Pente Pigadia und die Tagebücher des Clement Harris herausgab. Allerdings genügt seine Arbeit heutigen wissenschaftlichen Ansprüchen nur teilweise. Zum einen teilte er nur eine subjektive Auswahl der Tagebucheinträge mit, die er überdies nach thematischen Schwerpunkten zusammenstellte, so dass die Chronologie mühsam aus den Fußnoten zurückerschlossen werden muss und diverse Lücken bleiben. Ferner wird bei den Zitaten nicht immer transparent, ob es sich auch schon im Original um deutschsprachige Zitate aus dem teilweise zweisprachigen Tagebüchern handelt oder um Bocks eigene Übersetzungen. Problematisch ist aus heutiger Sicht auch, dass Bock alle Hinweise auf die mutmaßliche homosexuelle Orientierung Harris’ weitestgehend vermied und im Sinne der Eigendarstellung des George-Kreises als platonische Männerfreundschaften umdeutete, da zum Erscheinungszeitpunkt 1962 Homosexualität in vielen Ländern noch unter Strafe stand (in Deutschland etwa durch den § 175).
Den Anstoß zu einer Neubeschäftigung mit Clement Harris’ Werk und Leben gab der Siegfried-Wagner-Biograf Peter P. Pachl, der sich seit den 1990er Jahren für Neueditionen des Notenmaterials, Konzertaufführungen und CD-Einspielungen einsetzte.

## Werke
- Ballade in f-Moll (vor 1893). Breitkopf & Härtel, Leipzig 1894.[30]
- Four Etudes de Concert pour Piano (vor 1893). Schott, Mainz (le Printemps 1893, l’Eté 1893, l’Automne 1898, l’Hiver o. J.)
- „Lied“ de Peter Cornelius, Transc. de Concert pour Piano (1893). Schott, Mainz/London o. J.
- Six Songs (1893–1896). Metzler, London nach 1897.
  - Faith (Text von Vere Galway)
  - Forget me not (Text von Harris)
  - Absence, The Return, Hope, The Vision (Texte von Harris, verschollen)
- Romance pour Violon et Piano (1893-94). Schott, Mainz 1902.
- Zwei Konzert-Etüden nach John Milton:
  - Il Penseroso (Etude No. 1). Metzler, London 1897.
  - L’Allegro (Etude No. 2). Metzler, London 1897.
- Romance pour Clarinette, Violoncello and Piano (1894). Schott, Mainz 1902.
- Paradise Lost, after John Milton. A Symphonic Poem for Orchestra (1895). Schott, Mainz 1902.
- Festival March, To Their Royal Highnesses Prince and Princess Charles of Denmark (1896). Novello, London-New York 1896.
- Songs of the Sea. Words by Auberon Herbert (letzte Arbeit). Schott, Mainz 1902 (enthält Yes, I shall go und A Grace, tonight).

### Notenmaterial und Hörbeispiele
- Noten und Audiodateien von Clement Harris im International Music Score Library Project
- Clement Harris: The Complete Piano & Chamber Music, YouTube-Playlist
- Paradise Lost, Symphonic Poem After John Milton · Thuringian Symphony Orchestra · Konrad Bach auf YouTube
- Festival March · Thuringian Symphony Orchestra · Konrad Bach auf YouTube